# Bombardement op Genua
Het bombardement op Genua was een militaire gebeurtenis die tussen 18 en 28 mei 1684 plaatsvond waarbij het koninkrijk Frankrijk de stad Genua tien dagen lang bombardeerde.

## Aanloop
In 1684 was de Franse marine aan een strafcampagne in de Middellandse Zee begonnen. Als eerste werd Algiers aangevallen en vervolgens Tunis. Daarna wendde de relatief kleine vloot naar het noorden en zeilde het richting Genua. De Genuezen waren een belangrijke bondgenoot van Spanje en in de haven van Genua werden veel Spaanse galeien gebouwd en in de stad werden verschillende bancaire diensten aan Spanje verleend. Koning Lodewijk XIV van Frankrijk had al enkele malen waarschuwingsschoten op Genua gericht, onder andere in 1679, maar Genua negeerde dit, zodat de Fransen overgingen op het bombarderen van de stad.

## Bombardement
Tussen 18 en 28 mei werden er door 768 kanonnen het vuur op de stad geopend. In totaal vielen er in die tien dagen tijd 13.300 bommen op de stad en slechts een derde van de huizen van Genua bleef gespaard voor het bombardement. Tijdens het bombardement hadden de hoogwaardigheidsbekleders nog een poging gedaan om de Fransen te stoppen met hun bombardement, maar generaal Abraham Duquesne bleef onvermurwbaar.

## Nasleep

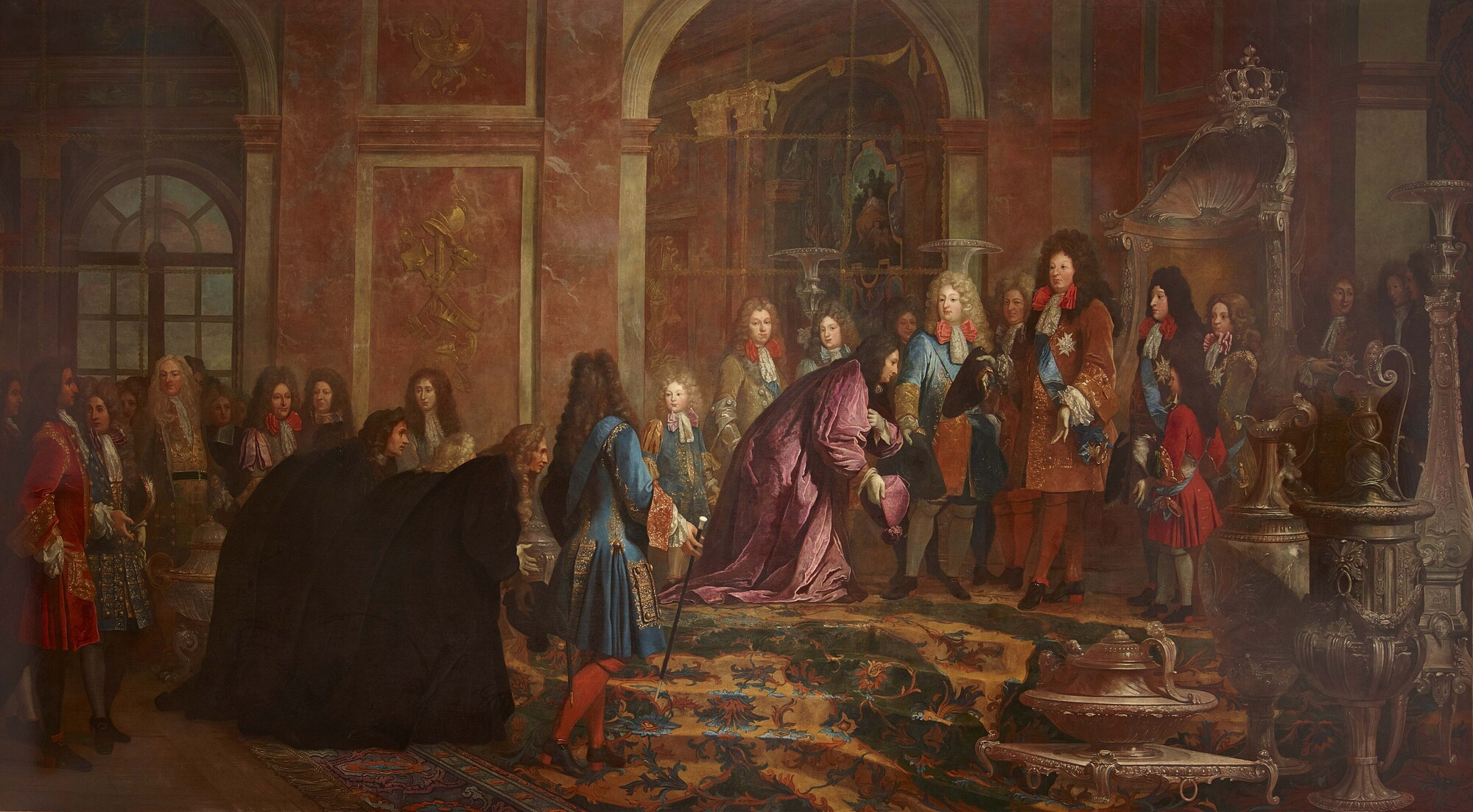
De ontvangst van de doge van Genua in de Spiegelzaal

De daad van terreur die de Fransen hadden gepleegd op Genua zorgde ervoor dat Frankrijk langzamerhand in de internationale politiek steeds meer in een isolationistische positie kwam te staan. Een jaar later, op 15 mei 1685, bracht Francesco Maria Imperiale Lercari, de doge van Genua een bezoek aan Versailles. In de Spiegelzaal werd hij ontvangen door koning Lodewijk XIV waar de doge voor de Zonnekoning een diepe buiging maakte en zijn excuses aan de koning aanbood.